# Lil Johnson
Lil Johnson (* 1900; Todesdatum und Geburts- sowie Sterbeort unbekannt) war eine US-amerikanische Bluessängerin, die in den 1920er und 1930er Jahren eine Reihe von Dirty Blues und Hokum Songs aufnahm.

## Leben und Werk
Über Lil Johnsons Leben ist wenig bekannt. 1929 machte sie erste Aufnahmen in Chicago, begleitet am Klavier von Montana Taylor und Charles Avery bei fünf Songs, darunter Rock That Thing. Erst 1935 gab es eine erneute Aufnahmesession; dabei entstanden unter anderem die Dirty Blues Songs Get ‛Em from the Peanut Man (Hot Nuts), Anybody Want to Buy My Cabbage? und Press My Button (Ring My Bell), in dem es heißt: „Come on baby, let’s have some fun / Just put your hot dog in my bun“ (Komm schon, Baby, lass uns ein wenig Spaß haben / steck einfach deinen Hot Dog in meine Semmel). Sie nahm auch eine Version von Keep A-Knockin’ auf, das später ein Hit für Little Richard wurde.
Von 1935 an war der Bluespianist Black Bob Lil Johnsons Partner. 1936 und 1937 nahm sie über 40 Song auf, meist für Vocalion Records, einige mit Big Bill Broonzy an der Gitarre und Lee Collins an der Trompete als Begleitung. Im November 1936 spielte Johnson mit Alfred Bell (Trompete) und Black Bob (Piano) Shave ‛Em Dry ein. Zu ihren weiteren Songs gehören Was I?, My Stove’s in Good Condition, Take Your Hand Off It und Buck Naked Blues.
Lil Johnson Gesang war energisch und bisweilen schroff. Alle ihre Songs wurden in spätere Bluesanthologien aufgenommen. Über ihr weiteres Leben nach 1937 ist nichts bekannt.

## Diskografie
- 1936–1937 Hottest Gal in Town, Story of the Blues (1991)[3]
- Lil Johnson Vols 1–3, Document Records (1995)[3]